# Arandilla (Fluss)
Der Río Arandilla ist ein ca. 51 km langer Nebenfluss des Duero im Süden der nordspanischen Provinz Burgos.

## Verlauf
Der Río Arandilla entspringt am Fuß der Sierra de la Demanda wenige Kilometer nördlich der Ortschaft Huerta de Rey und mündet im Stadtgebiet von Aranda de Duero in den Duero. Die Straßenentfernung zwischen beiden Orten beträgt ca. 40 km. In seinem Schlussabschnitt zwischen Peñaranda de Duero und seiner Mündung durchfließt der Fluss das Weinbaugebiet Ribera del Duero.

## Zuflüsse
rechts
- Río Aranzuelo

links
- Río Espeja, Río Dor

## Orte
- Huerta de Rey
- Coruña del Conde
- Arandilla
- Peñaranda de Duero
- San Juan del Monte
- Zazuar
- Aranda de Duero

## Sehenswürdigkeiten
- Coruña del Conde: Castillo, Puente Barrusio und Puente Romano, Ermita del Santo Cristo de San Sebastián
- Arandilla: Ermita de San Isidro
- Peñaranda de Duero: Conjunto histórico-artístico
- Zazuar: Bodegas

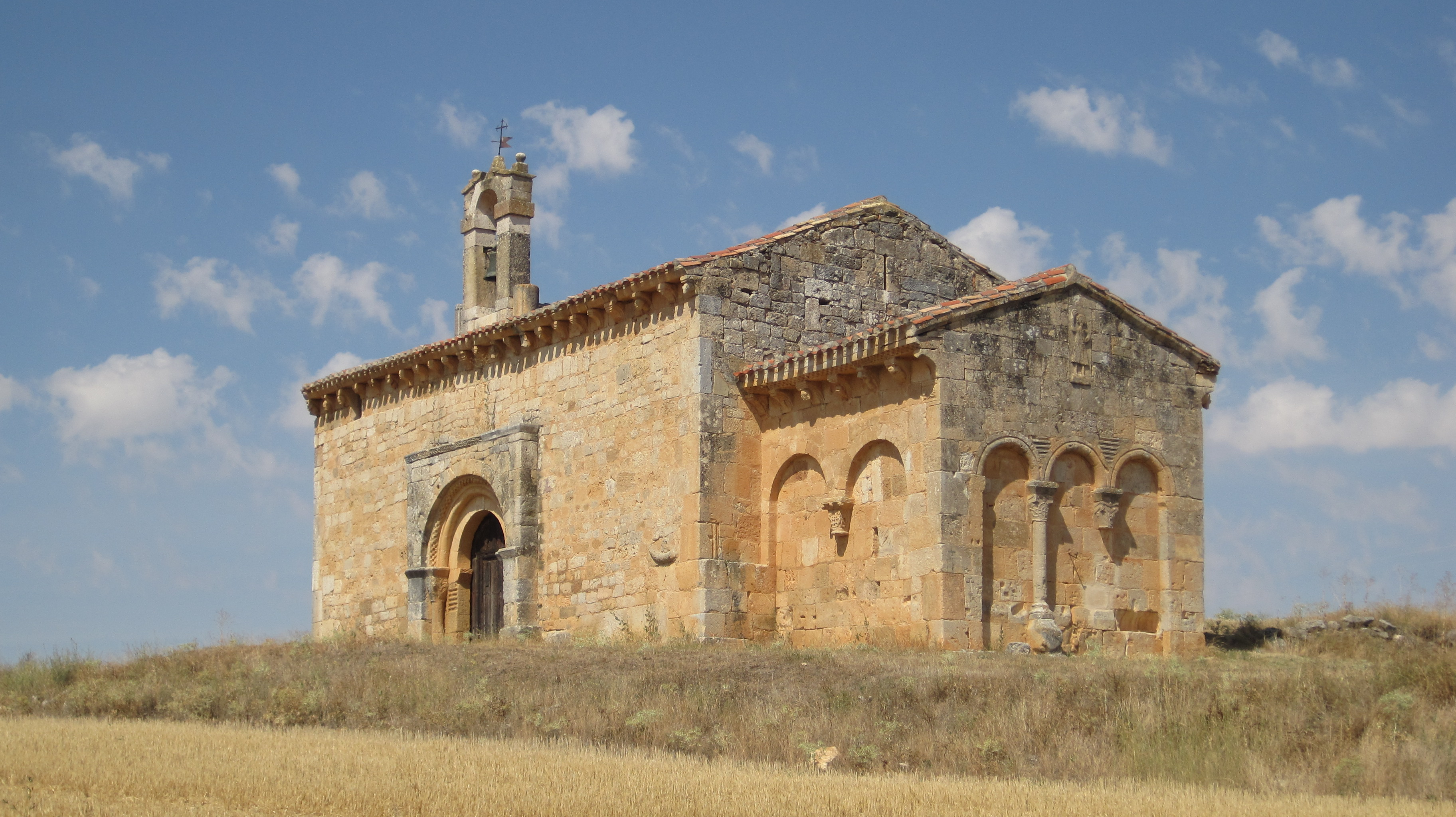
Ermita del Santo Cristo bei Coruña del Conde
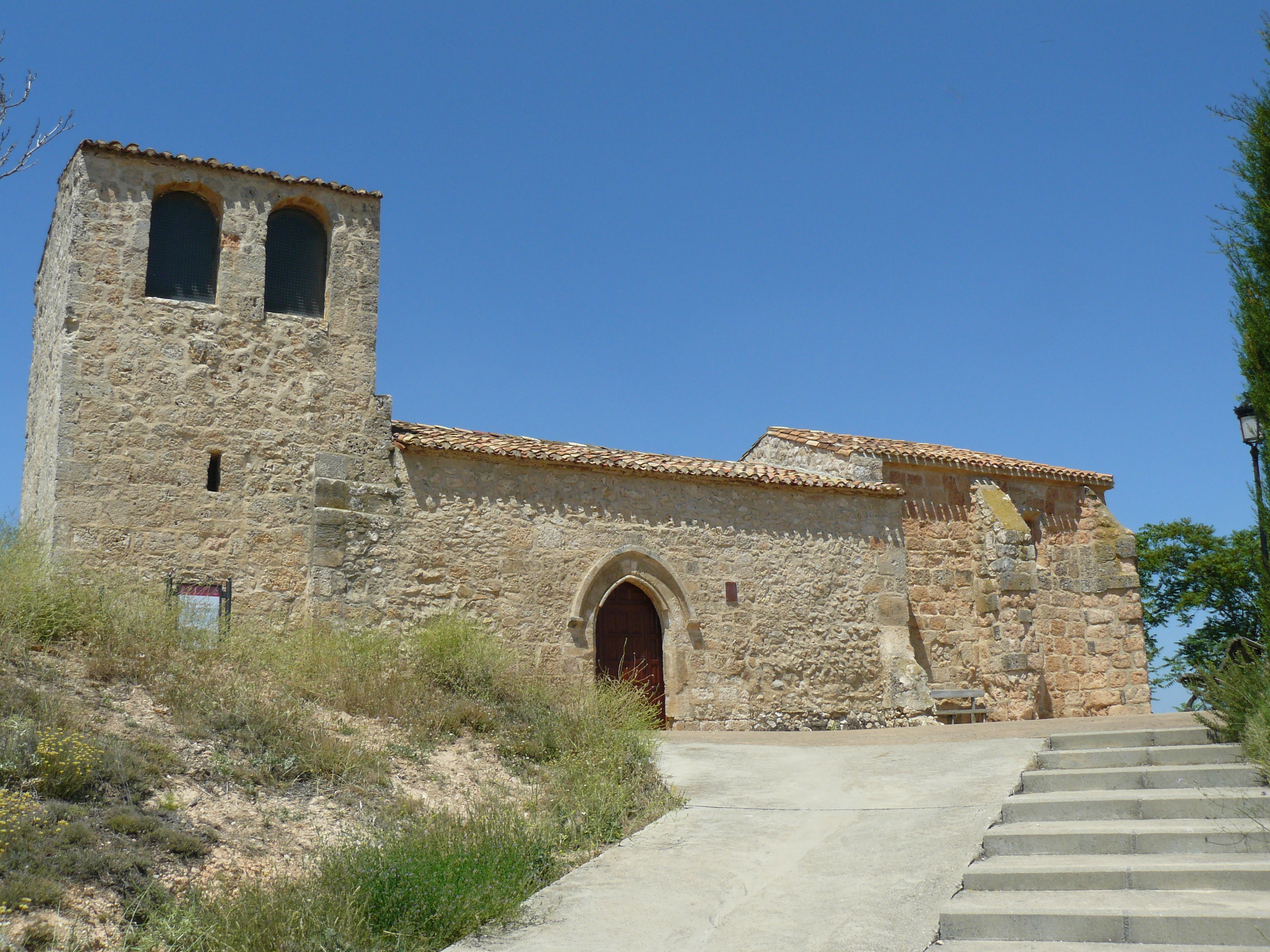
Ermita de San Isidro bei Arandilla
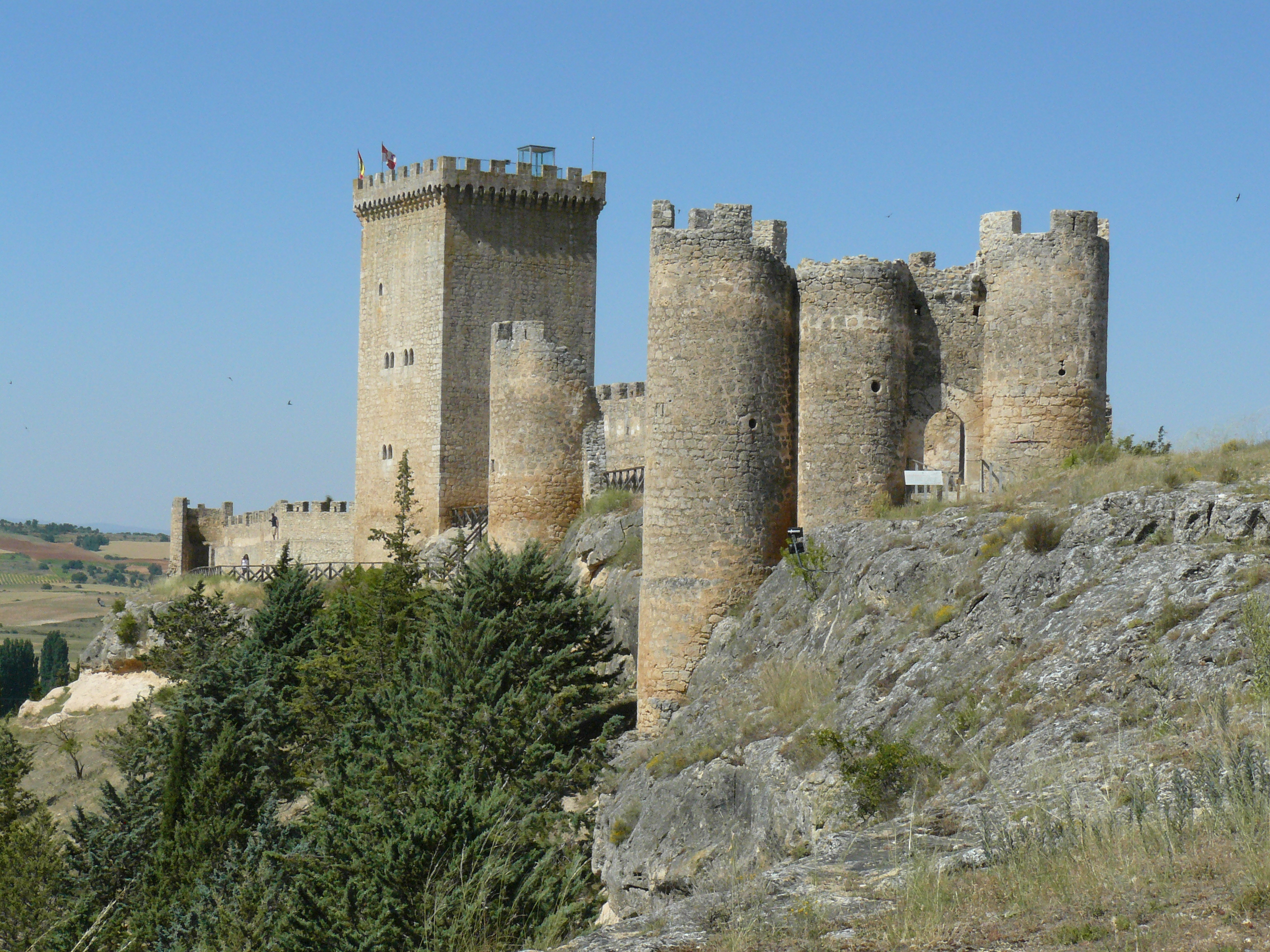
Castillo von Peñaranda de Duero
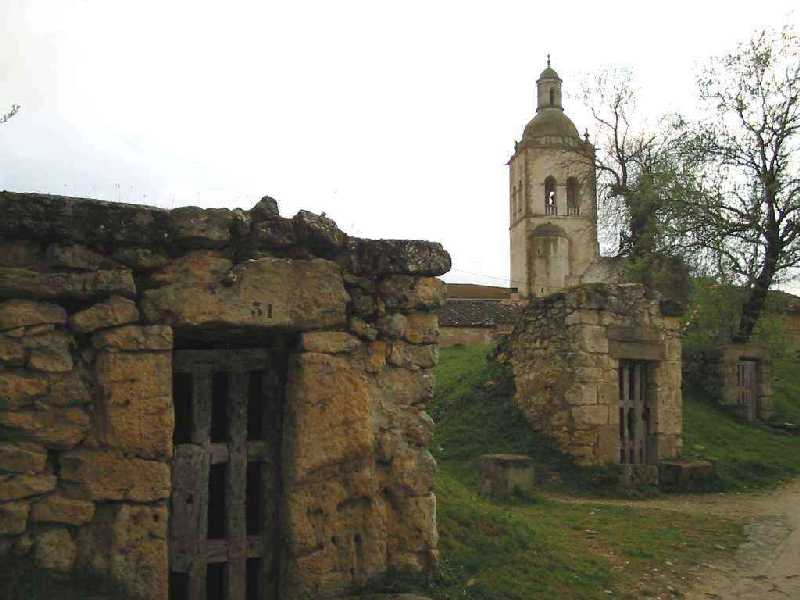
Bodegas bei Zazuar